# Articolele Confederației

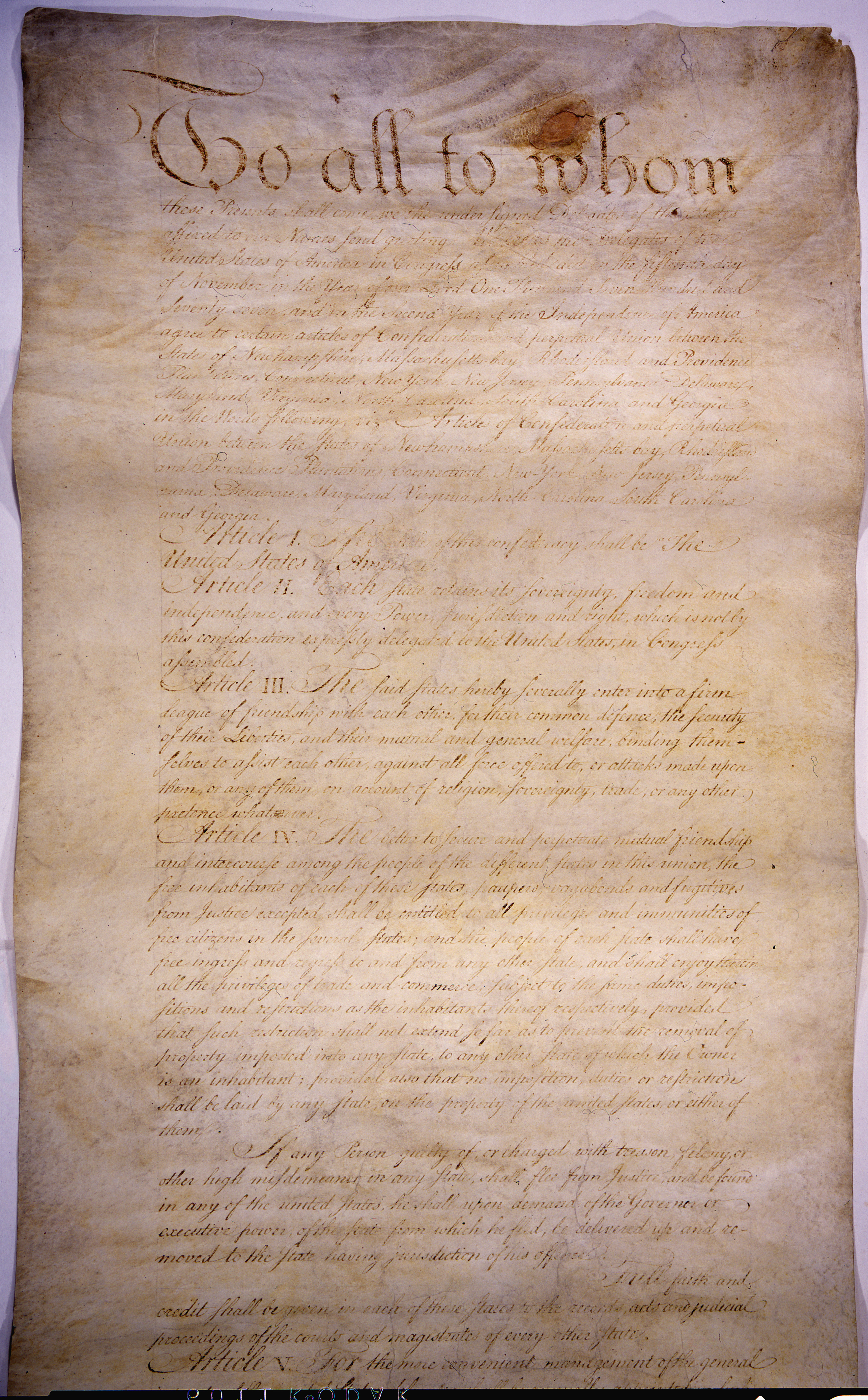
Articolele Confederaţiei - The Articles of Confederation

Articolele Confederației, forma prescurtată a documentului intitulat Articolele Confederației și ale Perpetuei Uniuni, conform originalului Articles of Confederation and Perpetual Union a fost prima formă a unui document de guvernare al Statelor Unite ale Americii, fiind considerat de fapt prima constituție a Uniunii. Articolele Confederației specificau cum guvernul federal va funcționa, incluzând adoptarea unui nume pentru noua națiune, Statele Unite ale Americii, conform originalului United States of America.

## Istoric
Documentul a fost conceput, redactat și scris în vara anului 1776, fiind rescris și îmbunătățit de mai multe ori, pentru a fi adoptat de cel de-al doilea Congres Continental în ziua de 15 noiembrie 1777, după peste un an de discuții. În mod practic a slujit ca o lege a guvernării utilizat de Congresul Continental (denumirea completă în original, "the United States in Congress assembled") până a devenit de jure lege după data ratificării sale finale, 1 martie 1781. 
La data ratificării finale a Articolelor Confederației, numele Congresului a devenit Congresul Confederației (conform originalului, Congress of the Confederation). Articolele au stabilit un set de reguli de guvernare al Statelor Unite. Astfel, Confederația prin Congesul său putea declara și susține un război, negocia aranjamente diplomatice, rezolva orice probleme legate de teritoriile sale vestice, tipări monedă și împrumuta atât în interiorul cât și în exteriorul țarii.

## Deficiențele documentului
Una din cele mai mari slăbiciuni ale Congresului era lipsa a două tipuri de autorități necesare oricărui stat modern, autoritatea judiciară, respectiv cea de taxare. O a doua slăbiciune majoră era sistemul un-stat un-vot. Astfel, se aștepta de la statele mai mari în populație o contribuție mai mare, deși aveau doar un vot. Benjamin Franklin remarca, "Să oferim coloniilor (statelor) mai mici o aceeași contribuție în bani și oameni și atunci vor avea un vot egal [cu a celorlalte]. Dar dacă vor avea un vot egal fără a avea o contribuție identică, atunci o confederație bazată pe astfel de principii inechitabile nu va dura mult" (conform originalului, "Let the smaller Colonies give equal money and men, and then have an equal vote. But if they have an equal vote without bearing equal burthens, a confederation upon such iniquitous principles will never last long.").
De fapt, Cogresul Continental fusese inițial intenționat gândit ca un guvern național relativ slab, dar capabil de reacție în a menaja momentele de criză, în special cele care au urmat după Războiul revoluționar american. Foarte curând, a devenit evident că în fața noului set de priorități și de probleme care i se ridicau ca națiune independentă și suverană, Statele Unite ale Americii vor trebui să schimbe atât constituția cât și entitatea de guvernare. La terminarea Războiului de independență, când numeroasele defecte structurale și omisiuni faimoase au ieșit și mai mult în evidență, personalități marcante ale timpului, printre care George Washington și Alexander Hamilton au fost dintre cei mai cunoscuți, au cerut răspicat și repetat rescrirea constituției. 
Articolele Confederației au fost înlocuite cu mult mai complexa, mai detailata și mai puternica Constituție a Statelor Unite ale Americii, care a intrat în vigoare după adoptarea sa de către Convenția Constituțională a Statelor Unite ale Americii în ziua de 17 septembrie 1787. În timpul procesului de ratificare individuală de către toate cele 13 state originare, petrecut între 7 decembrie 1787 de către statul Delaware, primul, și 29 mai 1790 de către statul Rhode Island, al treisprezecela și ultimul dintre cele treisprezece state originare, două momente esențiale au fost atinse. Primul a fost atins la 21 iunie 1788, când "pragul critic" de nouă state semnatare a fost atins prin ratificarea sa de către statul New Hampshire, iar al doilea a fost atins la 4 martie 1789, dată definitivă de punere în aplicare a Constituției. 
Simultan cu intrarea efectivă în vigoare a Constituției Uniunii, executivul SUA, Președinția, respectiv legislativul SUA, Congesul, au intrat efectiv în a funcționa. Puterea judiciară, Curtea Supremă de Justiție a urmat curând.